# Aa en Hunze
Aa en Hunze (phát âmⓘ) là một đô thị ở tỉnh Drenthe, đông bắc Hà Lan.
Tên gọi 'Aa' (chính xác hơn 'Drentsche Aa') và 'Hunze' đề cập đến hai con sông nhỏ chảy qua đô thị này.

## Các trung tâm dân cư
- Achter 't Hout
- Amen (Drenthe)
- Anderen
- Anloo
- Annen
- Annerveenschekanaal
- Balloërveld
- Balloo
- Bareveld
- Bonnen
- Bonnerveen
- Bosje
- Bovenstreek
- De Hilte
- Deurze
- Eext
- Eexterveen
- Eexterveenschekanaal
- Eexterzandvoort
- Ekehaar
- Eldersloo
- Eleveld
- Gasselte
- Gasselterboerveen
- Gasselterboerveenschemond
- Gasselternijveen
- Gasselternijveenschemond 1e Dwarsdiep
- Gasselternijveenschemond 2e Dwarsdiep
- Gasteren
- Geelbroek
- Gieten
- Gieterveen
- Gieterzandvoort
- Grolloo
- Kostvlies
- Marwijksoord
- Nieuw-Annerveen
- Nieuwediep
- Nijlande
- Nooitgedacht
- Oud-Annerveen
- Papenvoort
- Rolde
- Schipborg
- Schoonlo
- Schreierswijk
- Spijkerboor
- Streek
- Torenveen
- Veenhof
- Vredenheim

## Địa danh có tên dài
Các làng nhỏ Gasselternijveenschemond 1e Dwarsdiep và Gasselternijveenschemond 2e Dwarsdiep có tên địa danh dài nhất Hà Lan. Gasselterboerveenschemond là địa danh từ đơn dài nhất ở Hà Lan.